# Чиф (тауншип, Миннесота)
Чиф (англ. Chief) — тауншип в округе Маномен, Миннесота, США. На 2000 год его население составило 132 человека.

## География
По данным Бюро переписи населения США площадь тауншипа составляет 93,6 км², из которых 89,7 км² занимает суша, а 3,9 км² — вода (4,18 %).

## Демография
По данным переписи населения 2000 года здесь находились 132 человека, 48 домохозяйств и 37 семей. Плотность населения —  1,5 чел./км². На территории тауншипа расположено 55 построек со средней плотностью 0,6 построек на один квадратный километр. Расовый состав населения: 85,61 % белых, 8,33 % коренных американцев и 6,06 % приходится на две или более других рас.
Из 48 домохозяйств в 31,3 % воспитывались дети до 18 лет, в 64,6 % проживали супружеские пары, в 6,3 % проживали незамужние женщины и в 22,9 % домохозяйств проживали несемейные люди. 20,8 % домохозяйств состояли из одного человека, при том 8,3 % из — одиноких пожилых людей старше 65 лет. Средний размер домохозяйства — 2,75, а семьи — 3,16 человека.
29,5 % населения — младше 18 лет, 6,8 % — в возрасте от 18 до 24 лет, 25,0 % — от 25 до 44, 19,7 % — от 45 до 64, и 18,9 % — старше 65 лет. Средний возраст — 40 лет. На каждые 100 женщин приходилось 123,7 мужчин. На каждые 100 женщин старше 18 приходилось 126,8 мужчин.
Средний годовой доход домохозяйства составлял 29 792 доллара, а средний годовой доход семьи —  31 250 долларов. Средний доход мужчин —  27 250  долларов, в то время как у женщин — 26 250. Доход на душу населения составил 11 825 долларов. За чертой бедности находились 11,1 % семей и 15,2 % всего населения тауншипа, из которых 14,3 % младше 18 и 10,5 % старше 65 лет.